# Chrám Proměnění Páně (Abakan)
Chrám Proměnění Páně je katedrální chrám abakanské eparchie nacházející se v Rusku.

## Historie
Projekt budoucího chrámu, jehož architektem byl Alexej Vladimirovič Krylov, vypracoval Abakangraždanprojekt pod vedením hlavního projektanta A. V. Usova. Stavba započala v roce 1994, ale brzy byly stavební práce pozastaveny z důvodu nedostatku finanční podpory.
Stavba byla obnovena roku 1999 díky Sajanogorském hliníkovému závodu. Dne 27. května 1999 biskup Vikentij (Morar) posvětil základní kámen.
Dne 19. srpna 2001 byl vysvěcen Dolní chrám na počest svatých novomučedníků a vyznavačů ruských a 23. prosince 2001 horní chrám na počest Proměnění Páně.
Dne 19. srpna 2005 byl vysvěcen hlavní horní chrám a 19. srpna 2006 také ikonostas.

## Architektura
Jedná se o bílou stavbu se sedmi kopulemi. Horní chrám má dva priděly (přístavba chrámu) a klasický pětiřadý ikonostas. Dolní chrám je křestním chrámem. Kopule katedrály jsou pokryty kovem potaženým nitridem titanu. Má 12 zvonů a největší váží 5670 kg.
Celková plocha katedrály je 1637 m², výška od země po kopuli zvonice je 49,2 m, kapacita je až 1000 osob.